# Blue Prince
Blue Prince è un videogioco di avventura e puzzle con elementi di strategia, puzzle e roguelike sviluppato da Dogubomb e pubblicato da Raw Fury. È stato pubblicato il 10 aprile 2025 per i PlayStation 5, Windows e Xbox Series X/S.
Il gioco sfida il giocatore a esplorare una villa con stanze in continua evoluzione che cambiano ogni giorno, rappresentata dalla costruzione ad hoc delle stanze della villa attraverso la stesura di carte casuali che rappresentano nuove stanze, con l'obiettivo iniziale di raggiungere una stanza nascosta, la 46°. Inoltre, la villa include la lore e altri misteri che possono essere risolti dal giocatore.
Blue Prince è stato sviluppato in otto anni dallo sviluppatore solista Tonda Ros. Ros è stato influenzato dal libro illustrato Maze: Solve the World's Most Challenging Puzzle di Christopher Manson e da altri libri di puzzle insieme a giochi da tavolo.
Il gioco ha ricevuto il plauso della critica al momento dell'uscita.